# Муратовка (Ульяновська область)
Муратовка (рос. Муратовка) — село в Павловському районі Ульяновської області Російської Федерації.
Населення становить 680 осіб. Входить до складу муніципального утворення Баклушинське сільське поселення.

## Історія
Від 2004 року входить до складу муніципального утворення Баклушинське сільське поселення.

## Населення
| 2010 |
| ---- |
| 680  |